# 玉川堂
玉川堂是日本金属加工业企业之一。在以日本地方产业著称的新潟县燕市的金属加工行业中，也是唯一将“锤起銅器“，一种将一整块铜板用锤子锤炼成铜器的传统技术，传承近两百年的老店铺企业。玉川堂拥有全球唯一能在铜器上上各种色彩的技术。制造全球最高品质的铜器，客户分布世界各地。厂商字号为「株式会社玉川堂」（GYOKUSENDO Co., Ltd. ）。
从属LVMH集团（路易·威登集团），以帝王著称的库克香槟酒第六代掌门人与库克香槟酒庄总监奥利弗·库克先生（Mr. Oliver KRUG）与玉川堂的第七代当家玉川基行先生（Mr. TAMAGAWA Motoyuki）志趣相投，合作共同开发了库克原创的瓶装饮料冷却器。将成品用于法国与日本的世界最高级餐厅和酒吧，像玉川堂这样持有高度世界品牌意识的企业，在日本的传统工艺老店企业中是十分少见的。

## 企业訓
「人」「叩」打「一」张铜

组合这几个字成为「命」

「铜」意味着与「金」「同」价

而向最高素材「铜」中吹入生命

作为新生命的铜器便由此诞生

## 企业历程
- 1816年（文化13年）在新潟县燕市创业(开业)。

### 历代当家
- 玉川覚兵衛 (1799年〜1871年)  第1代当家

继承仙台的流浪工匠藤七的鎚起銅器制法，开始制造日用铜器。以燕鎚起銅器的创业之功劳受到称赞，1901年（明治34年）受到当时的农商大臣的追奖。
- 玉川覚次郎 (1829年〜1891年) 第2代当家

逐渐加入工艺品的要素，1873年（明治6年），在日本首次参加的维也纳世博会中出展，使燕锤起銅器驰名世界。之后于二战前在国内外的展览会中出展约30多回。
- 玉川覚平 (1853年〜1922年) 第3代当家

于1893年（明治26年），世界哥伦比亚博览会，1910年（明治43年），日影博览会中获奖。1894年（明治27年）在明治天皇的大婚25周年上献上花瓶一支。从此在皇室的各项红事中玉川堂制品的呈送成为例习。
- 玉川覚平 (1881年〜1947年) 第4代当家

师从明治時代金属雕刻界的至宝，海野勝眠后，毕业于东京美术学校（现东京艺术大学）。开发湯沸的口打出技法和上色技术，致力于成品的近代化，多样化，使成品在美观上有了划时代的发展。
- 玉川覚平 (1901年〜1992年)　第5代当主

战后快速地着手复兴因第二次世界大战而造受毁灭状态的锤起铜器行业。在1958年(昭和33年)，被新泻县指定为「新泻县指定无形文化财产」，在1980年(昭和55年)被文化厅选为「应记录制作技术等措施的无形文化财产」。
- 玉川政男 (1938年〜) 第6代当家

培养了许多手艺人，于1981年（昭和56年），设立「燕分水銅器協同組合」，受当时的通商产业大臣指定成为「传统的工艺品」。2002年（平成14年）、木纹金（木目金）技术全球首创者，亲弟的玉川宣夫获得紫綬褒章，2010年（平成22年），被认定成为日本国重要无形文化财保持者（人间国宝）。
- 玉川基行 (1970年〜) 第7代当家

继承祖父辈两百年的传承，致力于作为地方产业的国内唯一的鎚起銅器産地的发展。2008年，玉川堂的店铺，储藏室，锻炼场，码头的梯磴都被记录成为了日本国有形文化财（建造物）

## 获奖・获章历史

### 经济产业省（旧通商产业省）
- 1981年　传统工艺品金工品[1]

### 皇室献礼
- 1894年（明治27年）　明治天皇大婚二十五周年庆典
- 1900年（明治33年）　皇太子殿下（大正天皇）結婚庆典
- 1916年（大正5年） 　 大正天皇即位庆典
- 1928年（昭和3年） 　 昭和天皇即位纪念
- 1959年（昭和34年） 　皇太子殿下（当今天皇）成婚記念庆典

### 世界博览会 （国际博览会）
- 1873年 – 维也纳世博会
- 1876年 – 费城世博会
- 1893年 – 世界哥伦比亚博覧会（芝加哥世博会）　銀奖
- 1904年 – 圣路易万国博覧会　銀奖
- 1910年 – 日英博覧会　銀奖
- 1926年 – 费城世博会　最高奖

## 文化财

### 国家文化财
- 1980年 – 考虑应将「燕鎚起銅器制作技术」记录成案，被选定为无形文化财（选择无形文化财）（工艺技术 金工）
- 2010年 – 玉川宣夫（玉川堂第5代当家玉川覚平的二男）被认定为日本国重要无形文化财保持者（人间国宝）。
- 其他、玉川堂的店铺，储藏室，锻炼场，码头的梯磴都于2008年被记录成为了日本国有形文化财（建造物）。[2][3][4][5]

### 新泻县指定
- 1958年 – 「玉川堂鎚起銅器」被指定为新潟县指定无形文化财。

## 最新的动向
- 2011年2月，从属LVMH集团（路易·威登集团）与被尊称为「香槟酒的帝王」的世界最高级香槟酒品牌的库克联手
- 2011年2月，出展于面向一般消费者的世界最大级别的商品样品市场 Ambiente（德国法兰克福）
- 2011年12月28日，演出艺术玩家 锤起铜器展示[永久]